# Congrès pancanadien du travail
Le Congrès pancanadien du travail (CPT) (en anglais : All-Canadian Congress of Labour (ACCL)) est une confédération syndicale canadienne fondée en 1927 par la Fédération canadienne du travail et la Fraternité des cheminots canadiens et quelques autres syndicats indépendants. En 1940, elle fusionne avec la branche canadienne du Congress of Industrial Organizations (CIO) pour former le Congrès canadien du travail